# Stanisław Ciesielski (polityk)
Stanisław Ciesielski (ur. 13 października 1958 w Żninie) – polski polityk, rolnik, poseł na Sejm II kadencji.

## Życiorys
Ukończył technikum rolnicze. Był posłem II kadencji wybranym w okręgu bydgoskim z listy Polskiego Stronnictwa Ludowego. Od lat 90. radny gminy Rogowo (pełnił m.in. funkcję przewodniczącego rady gminy), w 2006 został wybrany na następną kadencję, a w 2010, 2014, 2018 i 2024 uzyskiwał reelekcję.
W 2000 otrzymał Złoty Krzyż Zasługi.